# Lichen Peak
Der Lichen Peak ist ein Berg im westantarktischen Marie-Byrd-Land. In den Ford Ranges ragt er zwischen dem Saunders Mountain und den Swanson Mountains auf. 
Eine von Paul Siple angeführte Schlittenmannschaft der zweiten Antarktisexpedition (1933–1935) des US-amerikanischen Polarforschers Richard Evelyn Byrd entdeckte ihn im Dezember 1934. Namensgebend sind die hier gefundenen Flechten (englisch lichen).